# Пожешка нахија
Пожешка нахија је била једна од 12 нахија Кнежевине Србије. Постојала је од од 1819. до 1833. године.
Простор нахије је територија западне Србије, Шумадија, околина Ужица и Пожеге.
| број кнежина | број села | број кућа | ожењене главе | арачке главе |
| ------------ | --------- | --------- | ------------- | ------------ |
| 8            | 105       | 3490      | 4027          | 10233        |

### Административна подела Србије послеХатишерифаиз 1833. године
Хатишериф из 1833. године (Трећи хатишериф) је свечана повеља османског султана Махмуда II. Њиме је у Србији званично потврђено присаједињење шест отргнутих нахија. У састав ових пет сердарстава је ушло и шест нахија које је Османско царство препустило Кнежевини Србији у складу са одредбама Акерманске конвенције.